# Margriet Matthijsse
Margriet Matthijsse, född den 29 april 1977 i Rotterdam, är en nederländsk seglare.
Hon tog OS-silver i europajolle i samband med de olympiska seglingstävlingarna 2000 i Sydney.